# Hidden Figures
Hidden Figures er en amerikansk biografisk film fra 2016, instrueret af Theodore Melfi. Filmen er baseret på bogen Hidden Figures af Margot Lee Shetterly og er en autentisk historie. Filmen handler om tre kvindelige afroamerikanske matematikere, der arbejdede på NASA i de tidlige 1960'ere.

## Handling
1961 arbejder matematikeren Katherine Johnson  på Langley Research Center i Hampton i Virginia sammen med sine kolleger Mary Jackson og Dorothy Vaughan.
Efter at Jurij Gagarin den 12. april 1961 blev det første menneske i rummet, da han blev sendt op med Vostok 1  i kredsløb om Jorden øgedes presset for sende amerikanske astronauter i rummet. På grund af sine evner i analytisk geometri får Katherine af sin chef, Vivian Mitchell, opgaven at assistere Al Harrison i en rumgruppe. Hun bliver dermed den første afroamerikanske kvinde i gruppen - og det i en bygning hvortil kun hvide personer har adgang.
Katherines nye kolleger, især chefingeniør Paul Stafford, er i begyndelsen både afvisende og nedsættende mod hende. Samtidigt afslår Vivian Mitchell Dorothys Vaughans forspørgsel om at blive officielt udnævnt som ansvarlig leder. Mary Jackson opdager en sprække i eksperimentrumkapslens varmeskjold, hvilket giver hende incitament at arbejde ekstra hårdt på sin ingeniøreksamen.

## Medvirkende
- Taraji P. Henson som Katherine Johnson
- Octavia Spencer som Dorothy Vaughn
- Janelle Monáe som Mary Jackson
- Kevin Costner som Al Harrison
- Kirsten Dunst som Vivian Michael
- Jim Parsons som Paul Stafford
- Mahershala Ali som Jim Johnson
- Aldis Hodge som Levi Jackson
- Glen Powell som John Glenn
- Kimberly Quinn som Ruth